# ロングタームサポート
ロングタームサポート、長期サポート (英: long-term support、LTS) は、コンピュータソフトウェアの安定リリースが標準版よりも長期間保守される製品ライフサイクルポリシーである。この用語は通常、オープンソースソフトウェアで使われ、ソフトウェアの標準版よりも数か月または数年長くサポートされるソフトウェアエディションを表す。
ショートタームサポート、短期サポート（short-term support、STS）は、ソフトウェアの標準版のサポートポリシーを区別する用語である。 STSソフトウェアのライフサイクルは比較的短く、LTSリリースの安定性や互換性の維持のためLTSエディションに入らない新機能が提供される場合がある。 

## 特徴
LTSは、信頼性工学の信条をソフトウェア開発工程とソフトウェアリリースライフサイクルに適用する。LTSにより、ソフトウェアメンテナンスの期間が延長される。また、ソフトウェアの信頼性を高めながら、ソフトウェアの更新（パッチ）の種類と頻度を変更して、ソフトウェア展開のリスク、費用、中断を削減する。用語中の「サポート」はテクニカルサポートを意味するものではない。
LTSの開始時に、ソフトウェア開発者は機能フリーズを実施する。以後、ソフトウェアのバグや脆弱性を修正するためのパッチは作成するが、後戻りバグ発生を引き起こす可能性のある新機能は導入しない。ソフトウェア保守者は、パッチを個別に配布するか、メンテナンスリリース、ポイントリリース、またはサービスパックにパッケージ化する。サポート期間の終了時に、製品は寿命達するか、サポートレベルが低下する（たとえば、優先度の高いセキュリティパッチのみ）。 

## 理論的根拠
ソフトウェアをアップグレードする前に、意思決定者はアップグレードのリスクとコストを検討する。 
ソフトウェア開発者が新しい機能を追加してソフトウェアのバグを修正すると、誤って新しいバグを導入したり、古い機能を壊したりする可能性がある。 このような欠陥がソフトウェアで発生した場合、それは後戻りと呼ばれる。 ソフトウェア発行者またはソフトウェア保守者が後戻りバグ発生のリスクを軽減できる2つの方法は、メジャーアップデートのリリース頻度を減らすことと、ユーザーがソフトウェアの代替のアップデートバージョンをテストできるようにすることである。 LTSソフトウェアは、これら2つのリスク削減戦略に対応する。ソフトウェアのLTS版は、STS（短期サポート）版と並行して公開される。 STS版のメジャーアップデートはより頻繁に公開されるため、LTSユーザーは、変更が十分な品質であると判断されたときにLTS版に組み込まれる可能性のある変更のプレビューを提供する。
古いバージョンのソフトウェアを使用すると、アップグレードに関連するリスクを回避できるが、古いソフトウェアはサポートされなくなるリスクが生じる。 LTSは、ソフトウェアが特定の期間保守され、提供される更新プログラムによって後戻りバグ発生リスクが大幅に減少することをユーザーと管理者に保証することで、これに対処する。  LTSソフトウェアの保守者は、 ITリスクが低いか、 ITリスクを軽減する更新（セキュリティパッチなど）のみを公開する。 LTSソフトウェアのパッチは、インストールしないよりもインストールする方がリスクが少ないように公開されている。

## 個別のLTSバージョンのソフトウェア
この表には、通常のリリースサイクルに加えて、特定のLTSバージョンを持つもののみがリストされている。 CentOSなどの多くのプロジェクトは、すべてのリリースに対して長期間のサポートを提供する。
| ソフトウェア     | 種類                           | 最初のLTSリリースの日付                                    | LTS期間             | STS期間                 | 注釈 |
| ---------------- | ------------------------------ | ---------------------------------------------------------- | ------------------- | ----------------------- | --- |
| Django           | アプリケーションフレームワーク | 2012年3月23日 (v1.4)                                       | 3年                 | 16カ月                  | |
| Debian GNU/Linux | Linux ディストリビューション   | 2014年6月1日                                               | 2年                 | 3年                     | 合計サポート期間は (最低) 5年 |
| Firefox          | ウェブブラウザ                 | 2012年1月31日 (v10.0)                                      | 1年                 | 6週間                   | MozillaのLTSは「拡張サポートリリース」(ESR)という用語 (Mozilla Firefox#リリースサイクルを参照) |
| Joomla!          | CMS                            | 2008年1月 (v1.5)                                           | 2年3カ月            | 7カ月                   | Joomla! はウェブアプリケーションのため、LTSはではレガシー ウェブブラウザのサポートも含む。 |
| Laravel          | アプリケーションフレームワーク | 2015年6月9日 (v5.1)                                        | 3年                 | 1年                     | LTSリリースの場合、バグ修正は2年間提供され、セキュリティ修正は3年間提供される。一般リリースの場合、バグ修正は6か月間、セキュリティ修正は1年間提供される。 |
| Linux kernel     | カーネル                       | 2008年10月11日 (v2.6.27)                                   | 様々、6年、10年以上 | 様々                    | Linuxカーネルv2.6.16およびv2.6.27は、2011年にLinux Foundationのワーキンググループが正式なLTSイニシアチブを開始する前に、LTS方式で非公式にサポートされていた。 LTSサポート期間は6年に延長された。 Linuxカーネル4.4は、「SLTS（超長期サポート）」の下で最低10年間維持することを計画している「CivilInfrastructure Platform」（CIP）プロジェクトに引き継がれる前に、6年間のサポートが行われる（CIPは、今のところ、64ビットx86-64および32ビットARMを維持することを決定したが、64ビットARMハードウェアサポートも計画されている）。 「CIPプロジェクトが対象としているユースケースのライフサイクルは25年から50年」 で、CIPは15年以上のサポートを想定している。 |
| Linux Mint       | Linux ディストリビューション   | 2008年6月8日                                               | 5年                 | 6カ月                   | Linux MintはUbuntuから派生しているため、バージョン13ではLTS期間が3年から5年に延長された。 |
| Java             | 仮想マシン とランタイム環境    | 2018年9月25日 (v11)                                        | 4年                 | 6カ月                   | Java 9より前のすべてのバージョンは、長期間（4年以上）サポートされていた。 |
| Moodle           | アプリケーションフレームワーク | 12 May 2014 (v2.7)                                         | 3年                 | 18カ月                  | |
| Matomo           | Web 解析                       | 2016年2月3日 (v2.16)                                       | 12カ月以上          | ~4週間                  | |
| Node.js          | ランタイムシステム             | 2015年10月12日 (v4.2.0)                                    | 18カ月              | 12カ月                  | |
| Symfony          | アプリケーションフレームワーク | 2013年6月                                                  | 3年                 | 8カ月                   | |
| Tiki-wiki        | Wiki/CMS                       | 2009年5月 (Tiki3)                                          | 5年                 | 6カ月                   | 3つおきのバージョンは長期サポート（LTS）バージョン。 |
| Trisquel 7.0     | Linux ディストリビューション   | 2014年11月4日                                              | 5年                 | 1年                     | Linux Kernel-libre 3.13、GNOME fallback 3.12 、Abrowser、GNU IceCat |
| TYPO3            | CMS                            | 2011年1月 (v4.5 LTS)                                       | 3年 (最短)          | 様々                    | TYPO3はTYPO3協会によって管理されているウェブアプリケーションである。 |
| Ubuntu           | Linux ディストリビューション   | 2006年6月1日 (Ubuntu version history#0606 Ubuntu 6.06 LTS) | 5年                 | 9カ月1                  | 新しいLTSバージョンは2年ごとにリリースされる。 2006年から2011年まで、デスクトップのLTSサポートは約2年間、サーバーのLTSサポートは5年間だったが、LTSバージョンは現在両方で5年間サポートされている。 |
| Windows 10       | オペレーティングシステム       | 2015年7月29日 (v10.0.10240)                                | 10年                | 18カ月(以前は 8-12カ月) | Windows 10のLong-Term Servicing Channel (LTSC) (以前のLong-Term Servicing Branch) リリースは、ミッションクリティカルなマシンで10年間サポートされる。 LTSCリリースは毎月セキュリティアップデートを取得する。 LTSCリリースの更新は、機能がほとんどまたはまったく変更されない。 2〜3年ごとに、新しいメジャーLTSCリリースが公開されるが、企業は、保守終了まで現在のLTSCバージョンを使用することを選択できる。 LTSCリリースは、Windows 10 Enterprise Editionを採用している企業のみが利用できる。通常の消費者の半期チャネル（SAC）は、オペレーティングシステムの新しいバージョンを約6か月ごと（以前は4か月ごと）に取得するが、企業顧客は、マイクロソフトが通常の消費者向けのSACリリースをリリースしてから約4か月後に新しいバージョンのSACにアップグレードする。 （以前は、個別のリリースは約8か月ごとに行われた） |
| Unity            | ゲームエンジン                 |                                                            | 2年                 | 4か月                   | |

1. ^Ubuntuの親ディストリビューションであるDebianのサポート期間は、次の安定バージョンのリリースから1年である。Debian 6.0 "Squeeze" 以降、LTSサポート (バグ修正とセキュリティパッチ) がすべてのバージョンリリースに追加された。LTSの合計サポート期間は、通常、すべてのバージョンで約5年である。Debianの不規則なリリースサイクルのため、サポート時間はその平均とは異なる可能性があり、LTSサポートはDebianチームではなく、別のボランティアグループによって行われる。